# Douglas A-1 Skyraider

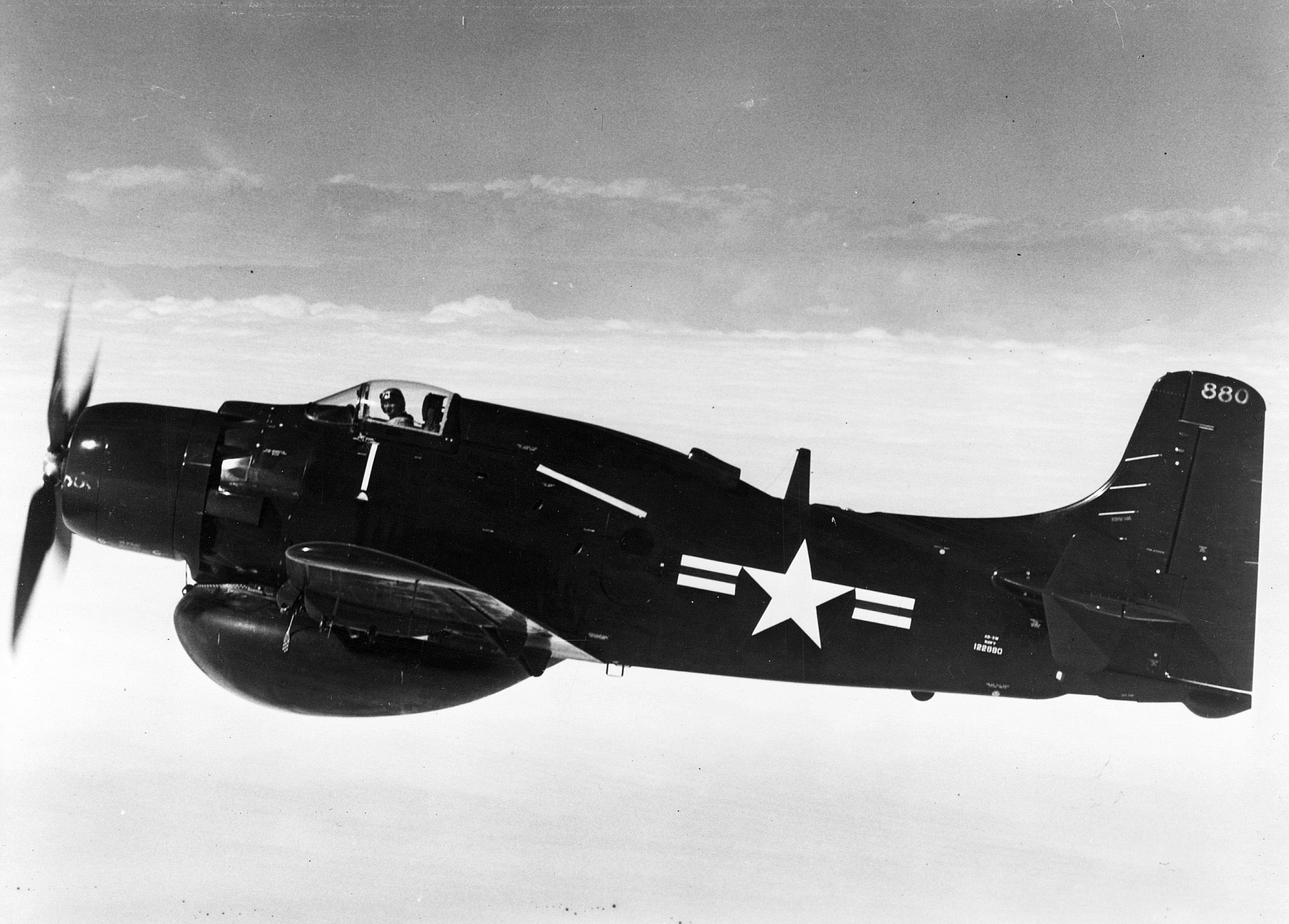
En AD-3W från USA:s flotta med den karaktäristiska bulan under buken för AN/APS-20A radar.

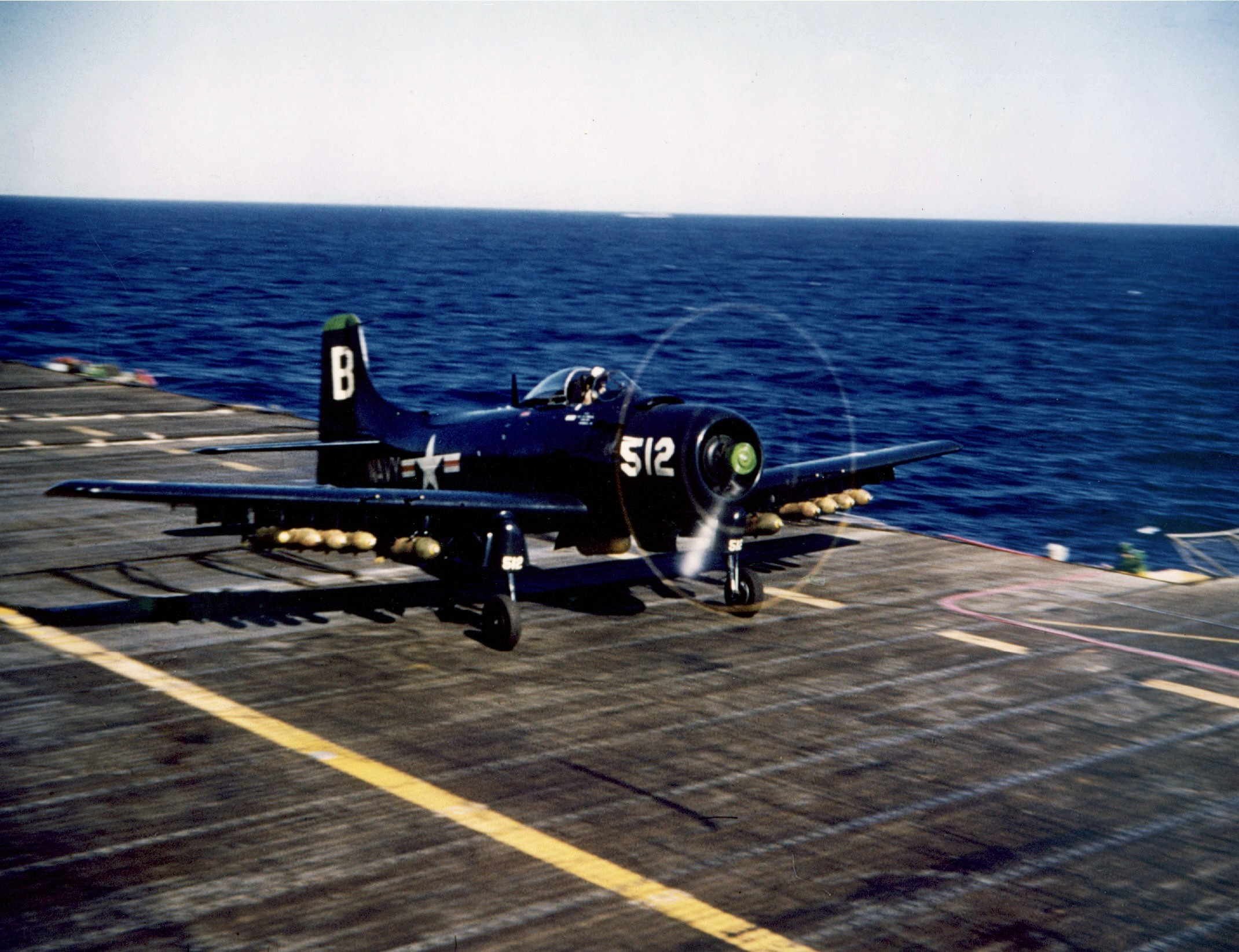
En AD-4 från attackdivision VA-195 Dambusters i den midnattsblå färg som var vanlig under Koreakriget.

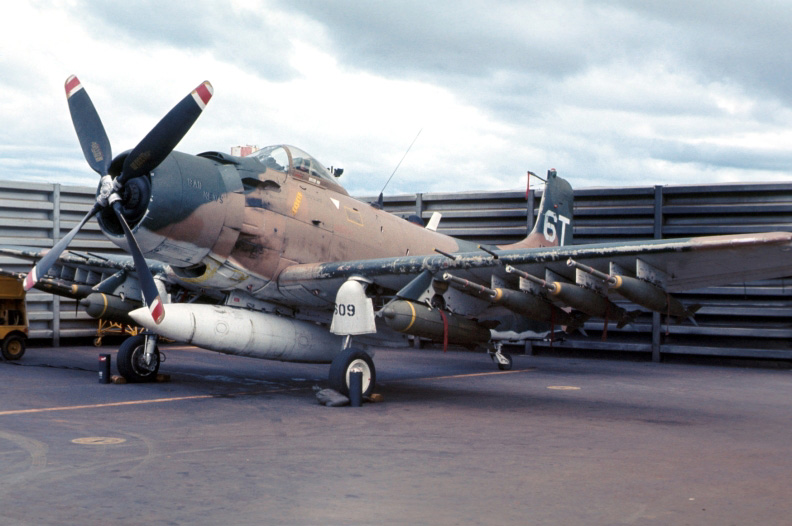
En A-1H från 6:e specialdivisionen i USA:s flygvapen. Pleiku, oktober 1969.

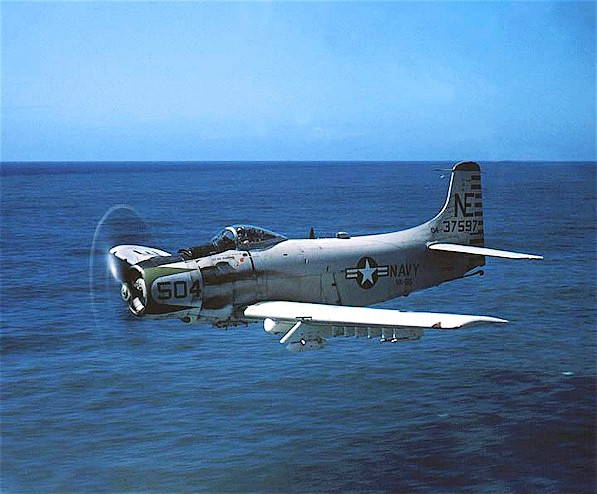
En A-1H från attackdivision VA-65 Fist of the Fleet över Mexikanska golfen, mars 1958.

Douglas A-1 Skyraider var ett amerikanskt, propellerdrivet attackflygplan. Trots att den byggde på teknologi som i jetåldern var föråldrad, eftersom den använde kolvmotor, kom den att vara i tjänst länge. Den föråldrade teknologin är också ursprunget till flygplanets smeknamn Spad efter de franska jaktplanen SPAD från första världskriget. Dess konstruktion med raka, breda vingar som kan bära en stor variation av vapen har inspirerat till dess sentida efterträdare A-10 Thunderbolt.

## Design
Skyraider konstruerades i slutet av andra världskriget av Edward Heinemann som en snabbare och starkare ersättare för Curtiss SB2C Helldiver och Grumman TBF Avenger. Heinemann utgick från motorn Wright R-3350 och lånade dragen av ett starkt, lågvingat monoplan från bland annat Grumman F8F Bearcat.
Motorn monterades 4,5° neråt för att reducera behovet av trimning. Vid start kunde en blandning av vatten och metanol sprutas in i motorn för att öka effekten. Vingarna kunde vikas på mitten för flygplanet skulle ta mindre plats ombord på hangarfartyg. Eftersom flygplanet var avsett att även kunna användas för störtbombning hade det stora luftbromsar på undersidan och sidorna av flygkroppen.
Den fasta beväpningen bestod från början av enbart två 20 mm automatkanoner. Huvuddelen av vapnen var avsedda att bäras på vapenbalkar. Tre vapenbalkar, en under kroppen och två under varje vinge kunde bära laster på över ett ton vardera och kunde också bära fälltankar. Ytterligare tolv vapenbalkar under vingarnas yttersektioner kunde bära ytterligare ett ton per vinge sammanlagt.
Piloten hade pansarskydd och en bubbelformad huv som gav bra sikt åt alla håll, även bakåt. Elektroniken var enkel: En radio, igenkänningssystem och ett spegelreflexsikte. Katapultstol ingick inte. Flygplanet skulle komma att visa sig både kraftfullt och stryktåligt.

## Historia
Designen godkändes och prototyperna började byggas 6 juli 1944. Första flygningen gjordes 18 mars 1945 och i december 1946 började de första flygplanen att levereras till flottan.

### Koreakriget
Under koreakriget var Skyraiders ryggraden i amerikanska flottans attackdivisioner. Den kunde bära mer last och stanna i luften betydligt längre än samtida jetflygplan. Otaliga flyganfall mot mål i Nordkorea genomfördes, framför allt nattetid av AD-3N och AD-4N versionerna. Bland annat anfölls och förstördes Hwacheon-dammen med torpeder.

### Hainan
På morgonen 23 juli 1954 anföll två jaktplan från Folkets befrielsearmés flygvapen en Douglas Skymaster från Cathay Pacific Airlines och sköt ner det utanför ön Hainan. Tio överlevande räddades senare samma dag, men spaningar efter fler överlevande inleddes. Tre dagar senare anfölls två Skyraiders från hangarfartyget USS Philippine Sea som deltog i sökandet. I luftstriden som följde sköts de båda kinesiska La-7-jaktplanen ner.

### Kuba
Under det misslyckade invasionsförsöket i Grisbukten på Kuba 1961 var Skyraiders från både flottan och marinkåren beredda att understödja invasionen med flyganfall, men president John F. Kennedy avblåste anfallen.
Under kubakrisen 1962 var en division av marinkårens Skyraiders baserade i Puerto Rico för att upprätthålla blockaden av Kuba.

### Vietnamkriget
I mitten på 1960-talet var A-4 Skyhawk och A-6 Intruder på väg att ersätta A-1 Skyraider i flottan och marinkåren. Den fanns dock fortfarande kvar i många attackdivisioner och användes flitigt i början av kriget. Allt eftersom de ersattes överfördes Skyraiders till Sydvietnams flygvapen. Många överfördes också till USA:s flygvapen där de användes för att eskortera räddningshelikoptrar. Skyraiderns uppgift var att bekämpa och nedhålla fientliga förband i närheten av nedskjutna piloter så att helikoptrarna kunde plocka upp dem. Flygvapnets Skyraiders sattes in i  92 000 stridsuppdrag, 150 förlorades i strid. 52 besättningsmedlemmar dödades och 22 rapporterades saknade. Dessa siffror inkluderar ej Skyraiders i amerikanska flottans och marinkårens tjänst.

## Export

### Vietnam
1973 hade alla USA:s Skyraiders överförts till Sydvietnams flygvapen, men redan 1960 hade man börjat flyga Skyraiders. Vietnamesiska piloter utbildades i Corpus Christi i Texas och i Lemoore i Kalifornien. Eftersom de, till skillnad från amerikanska piloter, inte skickades hem efter ett år i tjänst blev många av dessa piloter mycket skickliga attackflygare med åtskilliga tusen flygtimmar i strid.
Efter Sydvietnams nederlag 1975 flydde många piloter med sina flygplan till Thailand och Filippinerna, men några flygplan lämnades kvar och togs oskadade av Vietnams folkarmé. Dessa flygplan provflögs och utvärderades efter kriget av sovjetiska piloter, men de togs aldrig i tjänst igen.

### Storbritannien
Den första utländska kunden var Brittiska flottans Fleet Air Arm som köpte 50 stycken AD-4W som fick den brittiska beteckningen Skyraider AEW.1. En division Skyraiders från hangarfartyget HMS Bulwark sattes in i Medelhavet under Suezkrisen. I början av 1960-talet började brittiska flottan avveckla sina Skyraiders. Deras AN/APS-20A flyttades över till Fairey Gannets och Avro Shackletons.

### Sverige
Efter att ha berövats sin radar såldes 1962 tolv av Fleet Air Arms AD-4W Skyraider till Försvarsmakten. Dessa målades gula och flögs civilregistrerade av Svensk Flygtjänst och Avia på Gotland som målbogserare. Ett trettonde flygplan tillkom senare som ersättare för några som havererat. Den sista togs ur tjänst 1976.

### Frankrike
1958 köpte Franska flygvapnet in 93 stycken begagnade AD-4N och AD-4NA från USA:s flotta för att ersätta sina föråldrade P-47 Thunderbolt. Dessa flygplan renoverades av Sud Aviation och sattes sedan in i kriget i Algeriet. Skyraiders fortsatte att användas i Franska flygvapnet fram till 1975, bland annat i inbördeskriget i Tchad. De franska flygplanen såldes efter hand till olika regimer som Frankrike ville stödja militärt, till exempel Tchad, Kambodja, Centralafrikanska republiken och Gabon.

## Varianter
- XBT2D-1 Prototyp. Sex stycken byggda i tre olika konfigurationer.
- AD-1 Första produktionsserien med Wright R-3350-24W stjärnmotor.
- AD-1Q Tvåsitsig version för elektronisk krigföring.
- AD-1U Målbogserare utan beväpning och vatteninsprutning.
- AD-2 Förbättrad version med starkare motor (Wright R-3350-26W).
- AD-2Q Tvåsitsig version för elektronisk krigföring.
- AD-3 Förbättrad version med förstärkt flygkropp och längre landningsställ samt ny huv.
- AD-3N Version för nattanfall med en AN/APS-4 radar under ena vingen och ibland en strålkastare under den andra. Kanonerna kunde förses med flamdämpare.
- AD-3Q Tvåsitsig version för elektronisk krigföring.
- AD-3W AEW-version med en AN/APS-20A radar i en stor utbyggnad under kroppen som gav den smeknamnet Guppy. Den saknade kanoner och hade bara tre vapenbalkar för fälltankar.
- AD-4 Förbättrad version med förstärkt landningsställ, starkare motor (Wright R-3350-26WA), ny kompass och ytterligare två automatkanoner.
- AD-4B AD-4 med förstärkt centerbalk för att kunna bära kärnvapen.
- AD-4L var ”vinteranpassade” AD-4 med avisningsutrustning.
- AD-4N (A-1D) var utrustad för nattanfall på samma sätt som AD-3N fast med den starkare motorn.
- AD-4NA var AD-4N utan nattutrustning som sattes in som förstärkning i Koreakriget.
- AD-4NL hade både vinterutrustning och utrustning för nattanfall.
- AD-4Q Tvåsitsig version för elektronisk krigföring.
- AD-4W AD-3W med motsvarande förbättringar som AD-4.
- AD-5 (A-1E) Tvåsitsig version med pilot och andrepilot sida-vid-sida. Dykbromsarna togs bort eftersom störtbombning hade blivit omodernt.
- AD-5N (A-1G) Fyrsitsig version för nattanfall, dessutom försedd med störsändare.
- AD-5Q (EA-1F) Fyrsitsig version för elektronisk krigföring.
- AD-5W (EA-1E) AEW-flygplan med samma radar som AD-3W och AD-4W. Radaroperatörerna fick tack vare den nya cockpiten nu plats bakom piloterna.
- UA-1E AD-5 använd som målbogserare.
- AD-6 (A-1H) Ensitsig version med den gamla huven och centerbalken förstärkt på samma sätt som AD-4B.
- AD-7 (A-1J) Sista produktionsmodellen med förstärkta vingar och starkare motor (Wright R3350-26WB)

## Användare
- Royal Navy (1951–1962)
- Centralafrikanska republiken
- Frankrikes flygvapen (1959–1975)
- Gabon
- Kambodjas flygvapen (1965–1975)
- Svensk Flygtjänst AB (1962–1974)
- Republiken Vietnams flygvapen (1960–1975)
- Tchad (1960–1975)
- USA:s flotta (1946–1972)
- USA:s flygvapen (1963–1973)
- USA:s marinkår (1950–1961)

## Liknande flygplan
- Westland Wyvern